# Пјер де Ронсар
Пјер де Ронсар (фр. Pierre de Ronsard; 11. септембар 1524 — 27. децембар 1585) је био француски песник и теоретичар књижевности, најзначајнији представник и вођа ренесансне песничке школе Плејаде.

## Биографија
Ронсар је рођен у племићкој породици, у дворцу Ла Посонијер, а веома рано је почео да се школује за војни и дипломатски позив. Као паж, живи на двору и у оквиру дипломатских мисија путује у Шкотску и Немачку.
Након тешке болести остаје оштећеног слуха, због чега се одриче војничких и дипломатских амбиција и посвећује се песничком раду и учењу. На колеџу се посвећује учењу грчког језика, код тада истакнутог хеленисте Жана Доре.
На једном дворском балу (1545) упознаје Касандру Салвијати, ћерку банкара из Фиренце и заљубљује се у њу. Иако се удаје за једног племића, она и даље привлачи песника, који је воли платонском љубављу. У наредних десет година Ронсар је испевао велики број песама у Касандрину славу, у духу Петраркиних песама посвећених Лаури. Поред ње, Ронсар је посветио и низ песама Марији Дипен, сеоској девојци, и Хелени де Сиржер, почасној дворској дами, која га је инспирисала да напише Сонете за Хелену. Између 1555. и 1556. објавио је Химне, посвећене Маргарети Савојској.
За живота је имао пуно успеха и његова слава није јењавала. Сарађивао је у припремама теоретског дела Одбрана и богаћење француског језика, које представља манифест Плејаде. Једно време је био и званични дворски песник. Умро је у шездесетпрвој години живота.

## Стваралаштво

#### Оде
Ронсар је своју песничку каријеру започео писањем ода, а прву је објавио 1547. године у збирци песама Жака Пелтјеа. Укупно је написао пет књига ода, прве четири је објавио 1550. године, а пету 1552. Овај део Ронсаровог стваралаштва је под великим утицајем тројице античких песника: Пиндара, Хорација и Анакреонта.
- Пиндарских ода Ронсар је написао петнаестак и њима започиње прва књига његових ода. У њима је Ронсар славио високе личности свог доба, државнике, победнике војних похода као што су Мишел де л'Опитал, Серизол, Жарнак. Он је у потпуности опонашао античког песника. Од њега је преузео распоред строфа (строфа, антистрофа, епода), ритам (кратки стихови од шест, седам и осам слогова), алузије из митологије, општа места, сентенце, слике, изразе и због тога су оне слабије. То је вероватно чинио под утицајем свог учитеља Жана Дора, који је и сам писао оде у духу Пиндара, на латинском језику. И поред овог неприродног спајања старих античких форми и модерног француског језика, Ронсарове пиндарске оде прожете су антологијским стиховима:

```
  „
Лутајући пољима Грације,

   
Што стихове моје бојама слика својим...
“
```

- Хорацијевске оде су књижевно успелије од пиндарских иако је Ронсар од римског песника Хорација позајмио више него од Пиндара. Хорације је омиљени песник Плејаде, а посебно Ронсаров, па је од њега преузео велики број тема (пролазност живота, љубав, природа, смрт), песничких поступака (слике, поређења, изрази) и ритмова (метар, строфе). И поред тога Ронсар је у овим одама успео да искаже своје оригиналне ставове, размишљања и осећања. Међу Ронсаровим хорацијевским одама посебно се истичу оне у којима је опевано сеоску природу, пејзаже и предмете и животиње свог родног краја.

- Анакреонтске оде је Ронсар писао у време када су се Анакреонту приписивале неке песме које су александријски и византијски песници испевали подражавајући античког песника.

#### Љубавне песме
Своје љубавне песме Ронсар је испевао у облику сонета, поред неколико ода, а у свима је присутан јак утицај Петрарке и петраркиста. Посветио их је женама које је волео: Касандри, Марији и Хелени. 
- Прва жена коју је Ронсар волео била је италијанка Касандра Салвијати, ћерка богатог банкара из Фиренце. Упознао ју је на једној свечаности у дворцу Блоа 1545. године и одмах га је очарала својом лепотом, образовањем и вринама. Није престао да је воли ни када се удала, напротив, поставши својом удајом недокучива, Касандра је послужила песнику као недостижни идеал жене, попут Петраркине Лауре. Укупно је написао 183 сонета посвећена овој жени украсивши је многим измишљеним особинама и цртама које је позајмљивао од Петрарке и Бембе. Као Лаура и други идеализовани женски ликови петраркиста, Касандра има усне од корала, очи чији сјај сунце чини љубоморним, груди беље од алабастера, златну косу попут Аполонове, она је учена и пуна врлина, а у ономе ко је воли буди небеску љубав. Песник је, попут својих узора, растрзан између наде и туге, ватре и ледене хладноће, благослова и проклињања, ропске послушности и револта. Он је склон сузама и уздасима, воли самоћу, а своје муке исповеда природи и опија се посматрањем небеских лепота. Поред тога, од Овидија Ронсар преузима извесну ерудитивност, а од Ариоста наглашену чулност. Ипак, и поред бројних и нескривених позајмица, Ронсарови сонети посвећени Касандри поседују и извесну непосредност и искреност праве љубавне страсти, лепе и свеже описе Ронсаровог краја и понеку оригиналну стилску фигуру.

- Друга Ронсарова љубав била је Марија Дипен, петнаестогодишња сељанка. Марију је Ронсар упознао вероватно 1555. године, недалеко од Бургеја, док је полазила да се са својим сестрама прошета поред реке. Њена младост и свежина, весела нарав и физичка лепота, пробудили су код песника више чулну него неку дубљу, осећајнију љубав. Захваљујући природи песникове љубави и амбијенту у коме се пробудила, песме посвећене Марији Дипен су знатно спонтаније, искреније, природније и непосредније од песама посвећених Касандри. У њима има више описа сеоске природе, са мноштвом птица и разноврсног пољског цвећа:

```
  „
Марија, устај, ленштино мала,

   
Весела шева већ се на небу огласила.
“
```

- Трећа жена која је опчинила Ронсара била је Хелена де Сиржер, почасна дама краљице Катарине Медичи, којој је посветио око 130 сонета. Хелену је песник упознао у зрелом добу, када је имао око 50 година, у једном тада познатом салону. Ронсар се, певајући о својој новој љубави, поново враћа снажном Петраркином утицају. Као Касандра Салвијати и Хелена је веома лепа, образована и пуна врлина, а њен физички изглед је потпуно у складу са петраркистичким конвенцијама. Песник се поставља у позу мученика једне свирепе жене који умире од неузвраћене љубавне жудње. Данас такви стихови, које су поред Ронсара писали и његови многобројни савременици, делују извештачено и празно, али су сигурно ласкали укусу Хелене де Сиржер која је по салонима често сусретала главне петраркисте тог времена.

#### Химне
При писању својих химни Ронсар се највише угледао на стваралаштво Теокрита, Аполонијуса и Калимаха. У њима слави угледне личности свог доба, на пример краља Анрија II, или развија опште филозофске и научне теме, о вечности, демонима, смрти, годишњим добима, богу Дионису, при чему наступа више као научник и филозоф него као песник:
```
  „
Како је велика, и дивна, о Смрти, моћ твоја!

   
Ништа, због тебе, на свету не може се назвати вечним,

   
Него, исто онако као што вал потока бежи

   
Испред журног тока другог вала који му следи,

   
Тако и време тече, и садашњост прави место

   
Наметљивој будућности, која за њом долази.
“
```

#### Расправе у стиху
Посебно место у Ронсаровом песничком делу заузимају Расправе у стиху (Дискурси), које је написао за време верских и грађанских ратова. Ти ратови, који почињу покољем код Васија 1562. године, и који код песника изазивају страх за судбину Француске и француског народа, подстичу га да постане друштвено ангажован песник. У Расправама слика тешку стварност кроз коју пролази Француска:
```
  „
Лативши се, гневан, хартије, мастила,

   
описах недаће тог несрећног доба.
“
```

У писању овог дела, прожетог реализмом у описивању стварности и личних осећања, Ронсар, као и у претходним делима, велики број поређења, алегорија и митолошких елемената позајмљује од античких узора. Међутим, то није утицало на оригиналан Ронсаров приступ теми рата, подела, беде и безнађа, па се ово дело, од његовог објављивања, сматра великом политичком сатиром тог доба.

#### Елегије
Ронсар је написао око 45 елегија од којих је најпознатија она под називом Против дрвосеча Гатинске шуме. Ова шума, која се налазила у песниковом родном крају, и за коју су везане његове успомене из младости, посечена је по наређењу краља Анрија IV (тада краљ Наваре), који је тако желео да дође до новца. Том приликом су посечена стабла стара више стотина година. Пјер де Ронсар је своју тугу због овог догађаја преточио у стихове:
```
  „
Шумо, птица што живе у твојим крошњама, обитавалиште високо,

   
Неће усамљени јелен више, ни лаки срндаћи,

   
Пасти под твојом сенком, и грива твоја зелена

   
Неће светлост летњег сунца прекидати више.
“
```

#### Франсијада
У складу са програмом Плејаде Ронсар је намеравао да створи епопеју која би се звала Франсијада и састојала би се од 24 певања. У њој је хтео да опева порекло Француске и њене монархије. За то се послужио легендом, која је имала велики број присталица у средњем веку, о томе како су Франци потомци Франкуса, сина Хекторова, и унука Пријамова. Спасивши се после пропасти Троје, Франкус се укрцава у лађу и доспева до обала Галије, где удара темеље Француској и њеној монархији. Ту легенду је изложио Жан Лемер де Белж, члан групе „великих реторичара“, у прозном делу Илустрације Галије и особености Троје.
Ронсар је завршио 4 певања, али су она доживела потпуни дебакл у јавности. Томе је допринела нетачна и ненаучна теза о тројанском пореклу Франака и Француске, као и неактуелност предмета, јер су се у том тренутку у Француској водили верски и грађански ратови. Поред тога, на неуспех овог подухвата утицало је и ропско подражавање Вергилијевој Енејиди, претерана употреба митологије и монотона употреба десетерца.

## Дела
- „Прва књига ода“ (Le Premier Livre des Odes) 1550.
- „Оде“ (Odes), 1551 — 1552.
- „Љубави Касандре“ (Les Amours de Cassandre), 1552.
- „Краљевски отпад“ (Le bocage royal), 1554.
- „Љубави Марије“ (Les Amours de Marie), 1555.
- „Химне“ (Les Hymnes), 1556.
- „Поглед на беде нашег доба“, (Discours sur les misères du temps), 1560.
- „Франсијада“ (La Franciade), 1572.
- „Поеме“ (Poèmes), 1560 — 1573.
- „Сонети за Хелену“, (Sonnets pour Hélène) 1578.